# Ziemendorf
Ziemendorf ist eine Ortschaft und ein Ortsteil der Stadt Arendsee (Altmark) im Altmarkkreis Salzwedel in Sachsen-Anhalt.

## Geographie
Ziemendorf, ein nach Süden erweitertes Straßendorf mit Kirche, liegt nördlich des Arendsees direkt südlich der Grenze zum Bundesland Niedersachsen, der ehemaligen innerdeutschen Grenze.
Das typische Marschhufendorf ist umgeben vom Landschaftsschutzgebiet Arendsee. Westlich fließt der Dammgraben Ziemendorf, der in den Ziemendorfer Laufgraben mündet. Nördlich des Dorfes liegt das Fauna-Flora-Habitat-Gebiet Magerweide Aschkabel.
Nachbarorte sind Zießau im Südwesten, Gollensdorf im Nordosten, Harpe im Osten, Genzien im Südosten und Arendsee (Altmark) im Süden.

## Geschichte

### Mittelalter bis 20. Jahrhundert
Die Siedlungsform des Marschhufendorfes, heute noch erkennbar am Zuschnitt der Flurstücke im Liegenschaftskataster, führt zu der Vermutung, dass erste Siedler, die vermutlich aus Holland kamen, das hier vorhandene Sumpfgebiet trocken legten, um es landwirtschaftlich zu nutzen.
Im Jahre 1328 wird der Ort als das Dorff Sumendorff erwähnt, als Markgraf Ludwig von Brandenburg die Grenzen der Altmark zum Herzogtum Lüneburg bestimmte. Im Landbuch der Mark Brandenburg von 1375 wird das Dorf als Sůmendorp erwähnt und gehörte dem Kloster Arendsee. Weitere Nennungen sind 1457 Sumerdorppe, 1541 Simendorff, 1551 Simendorff, 1687 Siemendorff, sowie 1804 Ziemendorf, Dorf mit Krug und Windmühle.
Anfang des 19. Jahrhunderts gab es zwei Windmühlen nördlich des Dorfes. Die letzte Mühle stand 600 Meter nach dem Ortsausgang rechts der Straße nach Gollensdorf.
Die Gemeinde zu Ziemendorf beklagte sich 1668 über den Bauern Melchior Dietrich bei einer Voruntersuchung, weil er zänkisch, unruhig und ihnen unheimlich war. Er hatte bei einer Beerdigung ein Bündel mit eingraben lassen, damit der Dieb seiner Bienen eingehen solle. Sie klagten, wegen dieses Bauern würde mancher Hof verlassen und das Dorf wüst werden, oder es würde beim Trunk oder sonsten Schlimmes passieren.
1938 wurde von einem alten Langdielenhaus im Dorf berichtet, das seinerzeit als Stall genutzt wurde.
Bei der Bodenreform wurden 1945 ermittelt: 51 Besitzungen unter 100 Hektar hatten zusammen 533 Hektar, zwei Kirchenbesitzungen hatte 3,5 Hektar und die Gemeinde 0,6 Hektar Land. Im Jahre 1952 entstand die erste Landwirtschaftliche Produktionsgenossenschaft, die LPG Typ III „Seid bereit“.
Von 1947 bis 1989 befand sich am südlichen Ortseingang ein militärischer Standort an der damaligen Arendseer Chaussee, in dem Grenzpolizisten und Grenzsoldaten in einer Kaserne untergebracht waren, das „I. Grenzbataillon Ziemendorf“ im Grenzkommando Nord der Grenztruppen der DDR. Die „Grenzer“ hatten am Arendsee sogar einen eigenen Badestrand.
Am 18. November 1989 wurde um 6 Uhr an der Landstraße 260 von Schmarsau nach Schrampe auch für die Ziemendorfer die innerdeutsche Grenze wieder geöffnet.

### Herkunft des Ortsnamens
Heinrich Sültmann erkennt einen deutschen Namen. Der Stamm enthält den Eigennamen „Sumuni, Somni, Sumo“ abgeleitet vom angelsächsischen Wort „som“ für „Eintracht“ oder „sema“ für der „Schlichter“.

### Wüstung Klucksberg mit Aschkaveln
Wilhelm Zahn berichtete 1909, dass 1½ Kilometer nördlich von Ziemendorf die großen und kleinen Aschkaveln liegen. Der Name deutet auf eine durch Brand untergegangene Ortschaft. Nördlich der Aschkaveln ist auf der Wüstungskarte Nr. 1540 Lomnitz eine Wüstung Klucksberg verzeichnet. Siedlungsspuren sind nicht überliefert.

### Archäologie
Wie Paul Grimm 1958 schrieb, verläuft drei Kilometer nordwestlich von Ziemendorf im nur wenig erhöhten Waldgebiet direkt neben der Landesgrenze ein gut erhaltener Langwall von etwa 1,7 Kilometern Länge mit einem Graben auf der Südostseite.

### Der Brautball zu Ostern
Am Anfang des 20. Jahrhunderts wurde über den Brautball in Ziemendorf berichtet. Dem norddeutschen Brauch zufolge mussten die im Vorjahre verheiraten Frauen zu Ostern den Kindern des Dorfes einen genähten Lederball zum Spielen übergeben. In Ziemendorf sangen die Kinder beiderlei Geschlechts zum Ballmahnen bestimmte Verse. Die Chorführerin, zu der gewöhnlich die Älteste auserkoren war, öffnete die Stubentüre des Hauses, blieb aber auf der Schwelle stehen und sprach:

„Will die Jungfrau uns den Ball nicht geben,
So wolln wir ihr den Mann wegnehmen
Und großen Zaunpfahl wiedergeben.“

### Eingemeindungen
Bis 1807 gehörte das Dorf zum Arendseeischen Kreis der Mark Brandenburg in der Altmark. Danach lag es bis 1813 im Kanton Arendsee auf dem Territorium des napoleonischen Königreichs Westphalen. Ab 1816 gehört die Gemeinde zum Kreis Osterburg, dem späteren Landkreis Osterburg in der preußischen Provinz Sachsen.
Am 25. Juli 1952 wurde die Gemeinde Ziemendorf in den Kreis Seehausen umgegliedert. Am 2. Juli 1965 wurde die Gemeinde in den Kreis Osterburg umgegliedert.
Durch einen Gebietsänderungsvertrag beschloss der Gemeinderat der Gemeinde Ziemendorf am 28. Mai 2009, dass die Gemeinde Ziemendorf in die Stadt Arendsee (Altmark) eingemeindet wird. Dieser Vertrag wurde vom Landkreis als unterer Kommunalaufsichtsbehörde genehmigt und trat am 1. Januar 2010 in Kraft.
Nach Eingemeindung der bisher selbstständigen Gemeinde Ziemendorf wurde Ziemendorf Ortsteil der Stadt Arendsee (Altmark). Für die eingemeindete Gemeinde wurde die Ortschaftsverfassung nach den §§ 86 ff. Gemeindeordnung Sachsen-Anhalt eingeführt. Die eingemeindete Gemeinde Ziemendorf und künftige Ortsteil Ziemendorf wurde zur Ortschaft der aufnehmenden Stadt Arendsee (Altmark). In der eingemeindeten Gemeinde und nunmehrigen Ortschaft Ziemendorf wurde ein Ortschaftsrat mit fünf Mitgliedern einschließlich Ortsbürgermeister gebildet.

### Einwohnerentwicklung

#### Gemeinde
| Jahr | Einwohner |
| ---- | --------- |
| 1734 | 241       |
| 1774 | 185       |
| 1789 | 132       |
| 1798 | 216       |
| 1801 | 212       |
| 1818 | 171       |
| 1840 | 234       |
| 1864 | 356       |
| 1871 | 364       |
| 1885 | 322       |

| Jahr | Einwohner |
| ---- | --------- |
| 1892 | [00]299   |
| 1895 | 275       |
| 1900 | [00]256   |
| 1905 | 264       |
| 1910 | [00]281   |
| 1925 | 277       |
| 1939 | 265       |
| 1946 | 335       |
| 1964 | 284       |
| 1971 | 288       |

| Jahr | Einwohner |
| ---- | --------- |
| 1981 | 230       |
| 1985 | [00]217   |
| 1990 | [00]208   |
| 1995 | [00]230   |
| 2000 | [00]233   |
| 2002 | [00]228   |
| 2005 | [00]211   |
| 2006 | [00]209   |
| 2008 | [00]216   |
| 2009 | [00]210   |

Quelle, wenn nicht angegeben, bis 1981

#### Ortsteil
| Jahr | Einwohner |
| ---- | --------- |
| 2011 | 187       |
| 2012 | 178       |
| 2013 | 167       |
| 2014 | 166       |
| 2015 | 164       |
| 2016 | 165       |

| Jahr | Einwohner |
| ---- | --------- |
| 2017 | 166       |
| 2020 | [00]162   |
| 2021 | [00]161   |
| 2022 | [0]150    |
| 2023 | [0]155    |

Quelle, wenn nicht angegeben, ab 2011 bis 2017

## Religion
Die evangelische Kirchengemeinde Ziemendorf, die früher zur Pfarrei Arendsee gehörte, gehört heute zum Kirchspiel „Am Arendsee“ im Pfarrbereich Arendsee im Kirchenkreis Stendal im Bischofssprengel Magdeburg der Evangelischen Kirche in Mitteldeutschland.
Die ältesten überlieferten Kirchenbücher für Ziemendorf stammen aus dem Jahre 1664.
Die katholischen Christen gehören zur Pfarrei St. Laurentius in Salzwedel im Dekanat Stendal im Bistum Magdeburg.

## Politik

### Ortsbürgermeister
Falk Riebau ist seit Juli 2024 Ortsbürgermeister der Ortschaft Ziemendorf.
Holger Schulz war von Juli 2021 bis Juni 2024 Ortsbürgermeister. Sein Vorgänger Michael Meyer, amtierte 2010 bis 2021 als Ortsbürgermeister und war zuvor der letzte Bürgermeister der Gemeinde.

### Ortschaftsrat
Bei der Ortschaftsratswahl am 9. Juni 2024 errang die Wählergemeinschaft „Wählergemeinschaft Ziemendorf“ alle 5 Sitze.
Gewählt wurden drei Frauen und zwei Männer. Die Wahlbeteiligung betrug  85,61 Prozent.

## Kultur und Sehenswürdigkeiten
- Die Dorfkirche Ziemendorf ist ein Backsteinbau mit Feldsteinsockel aus den Jahren 1869–71.[35] Die Vorgängerkirche von 1540 war am 18. Juni 1865 abgebrannt.
- An der Dorfkirche befindet sich ein kirchlicher Friedhof. Der kommunale Ortsfriedhof liegt am nördlichen Ortsausgang.[3]
- In Ziemendorf steht ein Denkmal für die Gefallenen des Ersten Weltkrieges, eine Granitplatte auf einem Sockel auf dem Ortsfriedhof.[36]
- Die ehemalige Grenzkaserne wird heute touristisch als Pension genutzt. Die Wandbilder von Soldatenpatrouillen im Treppenhaus wurden mit den 30 Artikeln der Menschenrechte der UNO-Charta von 1948 kommentiert. Der Kasernenzaun wurde zum „Zaun der Gesichter“ umgestaltet.[37]
- Das Torhaus in der Dorfstraße 16 steht unter Denkmalschutz.[3]

## Verkehr
Ziemendorf wird von der Landstraße L 1 durchquert.
Durch das Dorf führt der Fernradweg „Altmarkrundkurs“ nach Arendsee und Harpe.
Es verkehren Rufbusse der Personenverkehrsgesellschaft Altmarkkreis Salzwedel mit Anschluss an die Hauptlinien in Arendsee.